# Partido Comunista da Albânia (1991)
O Partido Comunista da Albânia (em albanês:  Partia Komuniste e Shqipërisë, PKSh) é um partido comunista marxista-leninista anti-revisionista na Albânia. O PKSh foi formado em 1991, como uma divisão do Partido do Trabalho da Albânia, que se tornou o Partido Socialista da Albânia. O partido defende Enver Hoxha e o Enverismo. Foi liderado por Hysni Milloshi até sua morte em 2012. Nexhmije Hoxha, a esposa de Enver Hoxha, participou do PKSh.
Em 16 de julho de 1992, o parlamento albanês votou por banir o partido e seu jornal. Uma lei que entrou em vigor em junho permitiu que líderes de partidos políticos, membros do parlamento e ministros do governo mantivessem armas e, conforme o partido foi banido, seu líder Hysni Milloshi foi preso em 22 de julho de 1992 por posse ilegal de armas.
A lei banindo o Partido Comunista da Albânia foi revogada em abril de 1998, e o PKSh tornou-se o primeiro partido comunista após 1991 a se registrar legalmente na Comissão Eleitoral na Albânia.
Em 2002, uma fração do PKSH se dividiu e se fundiu com a refundação do Partido do Trabalho Albanês. Em um congresso de unificação de 2006, o Partido Comunista da Albânia, o Partido do Trabalho Albanês e os partidos comunistas menores se fundiram no Partido Comunista da Albânia. 300 membros desses partidos participaram deste congresso e Hysni Milloshi foi o líder do partido unificado.
Nas eleições parlamentares de 2005, o partido obteve 8 901 votos (0,7%) na lista proporcional. No entanto, nas eleições de 2013, seu número de votos caiu drasticamente, reunindo 899 votos em todo o país. Nas eleições parlamentares de 2017 obteve 1 029 votos (0,07%).
PKSH publica Zëri i së Vërtetës ('A Voz da Verdade'). A ala juvenil do partido é conhecida como Juventude Comunista da Albânia.